# Apocalipsa celor doi elefanți
Apocalipsa celor doi elefanți (în engleză Apocalypse of the two elephants) este o teorie elaborată de David Clark de la MIT, teorie legată de evoluția tehnologiilor. Conform acestei teorii, în evoluția oricărei tehnologii există două perioade în care se investește masiv în acea tehnologie: prima este perioada cercetărilor, atunci când conceptul este evaluat de oamenii de știință din domeniu și îi sunt descoperite toate aspectele importante; a doua este perioada investițiilor masive din industrie, când aceste concepte sunt aplicate practic în produse comerciale dezvoltate de companii. Clark a denumit aceste perioade de investiții mari elefanți. Conform teoriei, perioada optimă pentru elaborarea standardelor din acea tehnologie este cea dintre cei doi „elefanți”, când investițiile ating un minim. Dacă standardele sunt elaborate prea repede, atunci ele nu vor putea ține cont de toate aspectele relevate în cercetare. Dacă ele sunt elaborate prea târziu, ele nu vor fi adoptate de industrie, deoarece companiile vor fi investit deja efort în dezvoltarea unor produse care nu țin de acele standarde. În unele cazuri, dacă toată lumea este nerăbdătoare să înceapă dezvoltarea proiectelor bazate pe o nouă tehnologie, atunci perioada de timp dintre cercetare și dezvoltare este prea scurtă, iar cei care elaborează standardele sunt „striviți” de cei doi „elefanți”.
De exemplu, Tannenbaum explică în lucrarea sa Rețele de calculatoare, că standardizarea târzie a modelului de referință OSI, pentru rețelele de calculatoare a condus la faptul că el nu a fost adoptat în industrie, preferat fiind modelul TCP/IP, folosit deja în produse comerciale la momentul apariției modelului OSI.